# Avondale (Chicago)
Avondale – jedna z 77 oficjalnie wyznaczonych dzielnic (community areas) Chicago, położona w północno-zachodniej części miasta, pomiędzy rzeką Chicago a ulicami Diversey Avenue, Addison Street i Pulaski Road. Jej potoczna nazwa, funkcjonująca wśród Polonii, to Jackowo, która pochodzi od parafii i polskiego kościoła pw. św. Jacka, usytuowanego w sercu dzielnicy, przy ulicy Wolfram.
Dzielnica Avondale została włączona w granice administracyjne miasta Chicago w 1889 roku wraz z miasteczkiem Town of Jefferson – obecnie dzielnicą miasta o nazwie Jefferson Park.
Duże zagęszczenie fabryk w okolicy spowodowało, że w Avondale chętnie osiedlali się imigranci z Europy – Niemcy, Skandynawowie i Polacy, którzy wybudowali tu polski kościół i zaczęli nazywać Jackowem rejon, gdzie mieszkali.
Avondale była zróżnicowaną pod względem etnicznym dzielnicą z polskimi sprzedawcami na stacjach benzynowych i polskimi kawiarniami, restauracjami, sklepami. Zwyczajowo Amerykanie określają Jackowo mianem Chicago's „Polish Village”, czyli chicagowska „Polska wioska”, właśnie taki napis widnieje na miejskich tablicach.
W XXI wieku w okolicach Avondale osiedla się coraz więcej emigrantów z Meksyku i Portoryko, a Polacy przeprowadzają się dalej na zachód metropolii lub na przedmieścia.